# Мяндиги
Мяндиги (якут.  ) — село в Амгинском улусе Якутии России. Административный центр и единственный населённый пункт Мяндигинского наслега. Большинство жителей якуты.
Население 407 чел. (2021) .  

## География
Село расположено на юго-востоке Центральной Якутии, вблизи впадения реки Хонору-Юряге в р. Амга. Вокруг села десятки озёр. Расстояние до улусного центра — села Амга —  48  км. 
Уличная сеть состоит из восьми географических объектов:
ул. 55 лет Победы, ул. Билистяхская, ул. им М.Н.Сибирякова, ул. Кэскил, ул. Мира, ул. Первоцелинников, ул. С.Д.Борисова, ул. Спортивная.

## История
Согласно Закону Республики Саха (Якутия) от 30 ноября 2004 года N 173-З N 353-III село возглавило образованное муниципальное образование Мяндигинский   наслег.

## Население
| 2002 | 2010 | 2012 | 2013 | 2014 | 2015 | 2016 | 2017 | 2018 | 2019 | 2020 |
| ---- | ---- | ---- | ---- | ---- | ---- | ---- | ---- | ---- | ---- | ---- |
| 417  | ↗435 | ↘430 | ↘423 | ↘403 | ↘395 | ↘382 | ↗399 | ↘390 | ↗391 | ↗403 |
| 2021 |      |      |      |      |      |      |      |      |      |      |
| ↗407 |      |      |      |      |      |      |      |      |      |      |

Гендерный состав
По данным Всероссийской переписи населения 2010 года в гендерной структуре населения из 435   человек мужчин —  215, женщин —  220  (49,4 и 50,6 % 	  соответственно).
Национальный состав
Согласно результатам переписи 2002 года, в национальной структуре населения якуты составляли   97 % от общей численности населения в 417  чел..

## Инфраструктура
В 2019 году приведен высокоскоростной оптоволоконный интернет
Электричество приходит по ветке ВЛ-10кВ Л-Мяндиги. 
Животноводство (мясо-молочное скотоводство, мясное табунное коневодство).

## Транспорт
Автодорога «Бетюн», ответвление от а/д «Амга».